# Rauscherpark

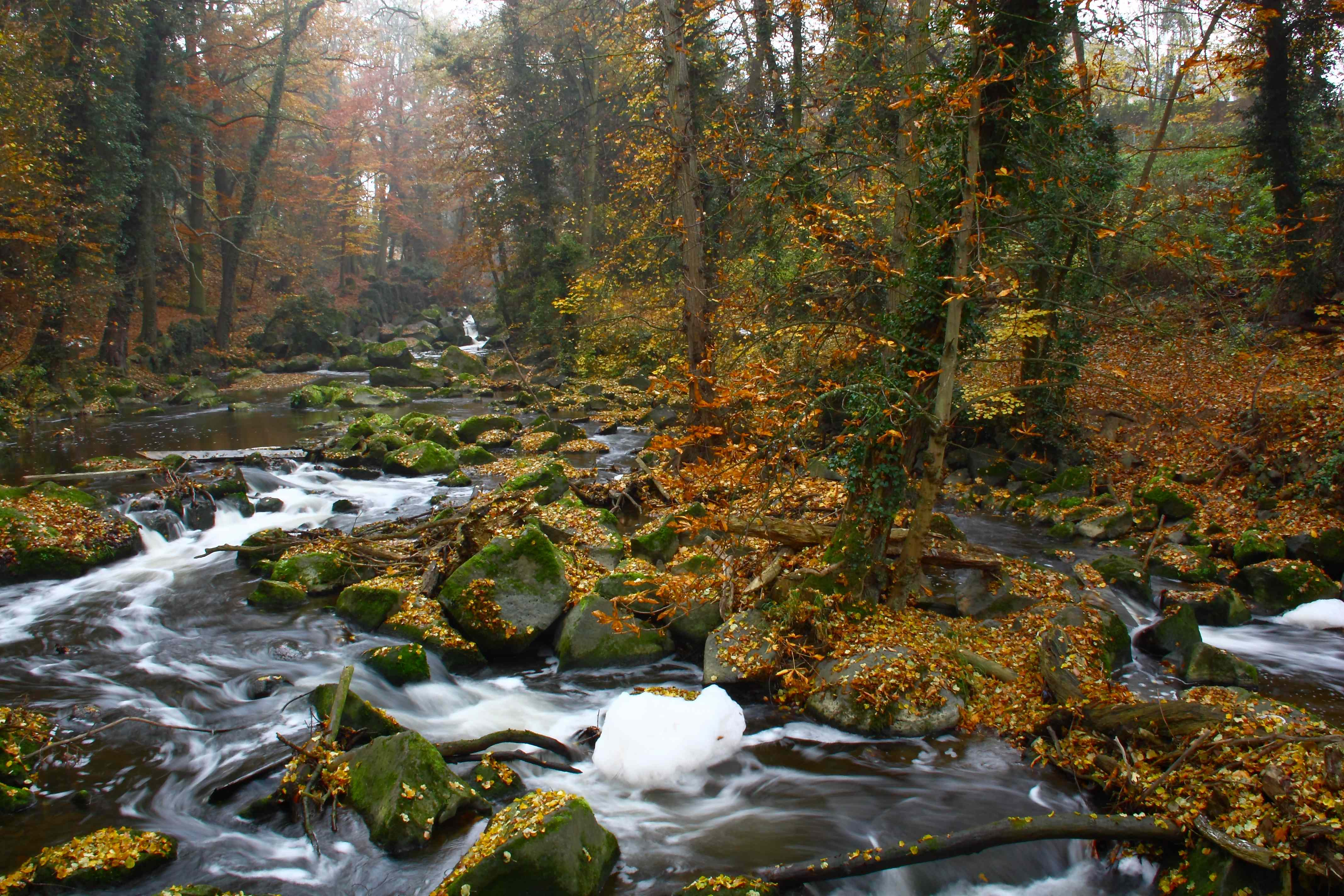
Rauscher Park in Plaidt - II

Der Rauscherpark ist derjenige Abschnitt im Tal der Nette, einem linken Nebenfluss des Rheins in der Osteifel, in dem diese durch den  Lavastrom der Wannen-Vulkangruppe fließt. Die Nette spülte hier Basaltblöcke frei, über die das Wasser in kleinen Kaskaden herabfälltt.
Am Ende in Fließrichtung der Nette befindet sich das Vulkanpark Infozentrum Plaidt/Saffig (Landkreis Mayen-Koblenz).

## Entstehung
Aus dem Vulkankomplex Wannengruppe floss vor ca. 200.000 Jahren in mehreren Teilströmen glutflüssige Lava aus. Ein bis zu 15 Meter mächtiger Lavastrom verfüllte das Nettetal; er floss dem Nettetal folgend etwa 5 Kilometer nach Norden bis in die Gegend des heutigen Orts Miesenheim. Die Nette hat sich in den folgenden Jahrtausenden am Westrand des erkalteten Lavastroms ein neues Bett gegraben. Da bei Plaidt der Weg durch einen Höhenzug versperrt war, wurde die sie nach Osten hin abgelenkt und gezwungen, sich durch den Lavastrom zu sägen. An dieser Stelle des Nettedurchbruchs befindet sich heute der Rauscherpark.

## Nutzung

### Gesteinsabbau
Die Basaltlava im Bereich des Rauscherparks wurde von der Römerzeit über das Mittelalter bis in die Neuzeit abgebaut. An beiden Ufern sind die Abbauspuren heute noch zu finden. Durch das Wasser war das Gesteinsvorkommen gut zu erreichen und erleichterte den Abtransport. Die Abbautätigkeit fand jedoch nur in geringem Ausmaß statt und ist nicht mit der Steinbruchtätigkeit beispielsweise rund um den Bellerberg-Vulkankomplex zu vergleichen.

### Wasserkraft
Die Wasserkraft wurde zu Beginn des 20. Jahrhunderts genutzt. 1910 entstand im Rauscherpark das erste Wasserkraftwerk der Pellenz.

### Tourismus
Heute ist der Rauscherpark ein Naherholungsgebiet und eine Station im Vulkanpark. Infotafeln entlang schmaler Fußwege informieren den Besucher über die Entstehung und die Nutzung des Rauscherparks.